# Петерсхаген
Петерсхаген (њем. Petershagen) град је у њемачкој савезној држави Северна Рајна-Вестфалија. Једно је од 11 општинских средишта округа Минден-Либеке. Према процјени из 2010. у граду је живјело 26.194 становника. Посједује регионалну шифру (AGS) 5770028, NUTS (DEA46) и LOCODE (DE PSW) код.

## Географски и демографски подаци
Петерсхаген се налази у савезној држави Северна Рајна-Вестфалија у округу Минден-Либеке. Град се налази на надморској висини од 53 метра. Површина општине износи 212,0 km². У самом граду је, према процјени из 2010. године, живјело 26.194 становника. Просјечна густина становништва износи 124 становника/km².